# Antonov An-14
Dimensions
L'Antonov An-14 Pchelka (russe : « Пчелка », « petite abeille », désignation OTAN Clod) est un petit avion de transport de passagers (également utilisé comme cargo) soviétique dont le premier vol date de 1958.

## Historique

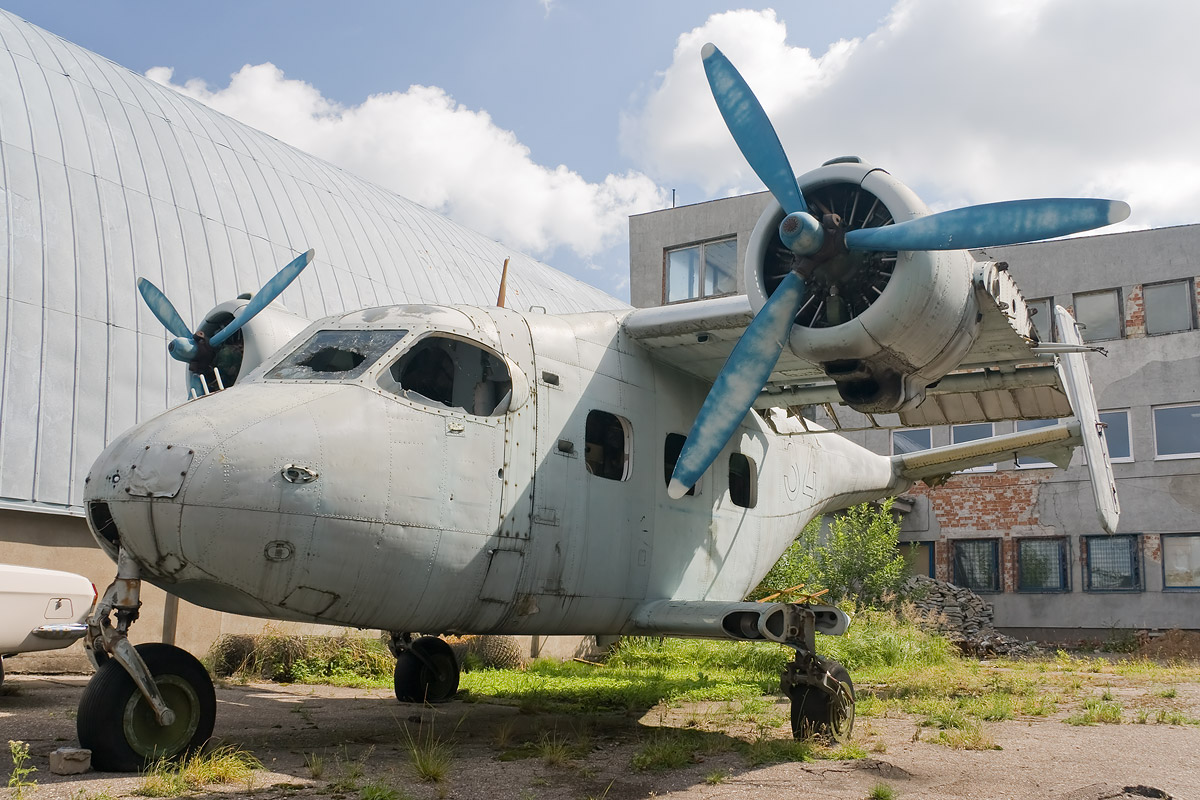
Un An-14 préservé (en mauvais état) sur l'aéroport de Kaunas.

L'Antonov An-14 a été développé, à la fin des années 1950, comme successeur de l'Antonov An-2. Les autorités aériennes soviétiques voulaient développer un appareil robuste, multi-fonctions, capable de transporter des passagers, des marchandises, mais pouvant également avoir un usage agricole (épandage de produits de traitement) ou sanitaire (ambulance du ciel). Parmi les autres exigences du cahier des charges, l'avion devait être capable de décollages et d'atterrissages courts (ADAC ou STOL dans le langage aéronautique international anglophone) et d'un pilotage facile (quelques heures d'apprentissage pouvant permettre d'en prendre les commandes).
Le prototype fut construit à partir de 1957, le premier vol d'essai se déroula le 15 mars 1958, il était alors équipé de moteur Ivchenko AI-14R de 260 ch. L'avion devait entrer en service (dans l'Aeroflot) en 1959, mais des retards furent pris, liés aux capacités de développement limitées du bureau d'études Antonov ou OKB-153, mais également aux difficultés de lancement de l'Antonov An-10. Après huit années de modification, remplacement des moteurs, des hélices, la production en série débuta finalement en 1965 à l'usine Arseniev près de Vladivostok. L'Antonov An-14 entra en service en 1966 et fut produit à environ 300 exemplaires jusqu'en 1972 par l'URSS. Il échoua dans sa vocation de successeur de l'Antonov An-2, avion certes rustique mais dont les derniers exemplaires sortirent des chaînes de production en 1992.
Une version réduite dotée de moteurs M11FR de 160 ch, dénommée Capital no 1, fut produite par la République populaire de Chine.

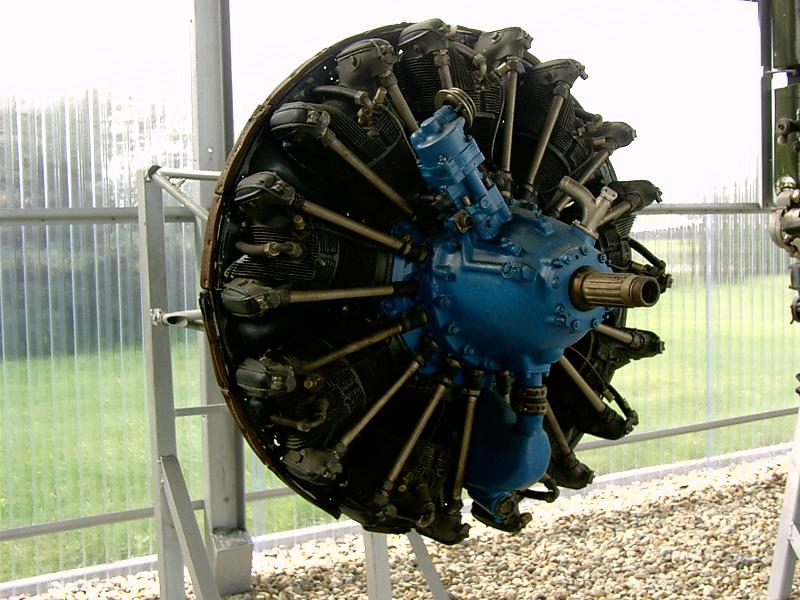
Moteur Ivchenko AI-14RF de l'An-14.

Malgré sa polyvalence et ses qualités, cet appareil fut rapidement remplacé par l'Antonov An-28. Quelques dizaines volent encore aujourd'hui notamment en Guinée.

## Description
L'Antonov An-14 est un bimoteur (2 moteurs Ivchenko AI-14RF de 300 ch entraînant des hélices tripales) à aile haute, bidérive, aux remarquables capacités de décollage et d'atterrissage courts (une centaine de mètres). Il présente aussi la caractéristique d'avoir une aérodynamique particulière (comme l'Antonov An-2) qui lui permet de minimiser les fautes de pilotage ou une panne moteur en ne décrochant pas (déploiement d'un spoiler permettant d'augmenter la portance).
L'Antonov An-14 a été construit pour pouvoir effectuer des missions très variées : transport de passagers (7 à 9), de marchandises (jusqu'à 600 kg de capacité), d'épandage agricole (avec un réservoir de 1 000 l), de secours (avec la possibilité de convoyer 6 blessés et 1 accompagnateur); son utilisation a donc pu être civile et militaire (en particulier pour des opérations de parachutage).

## Principaux États utilisateurs

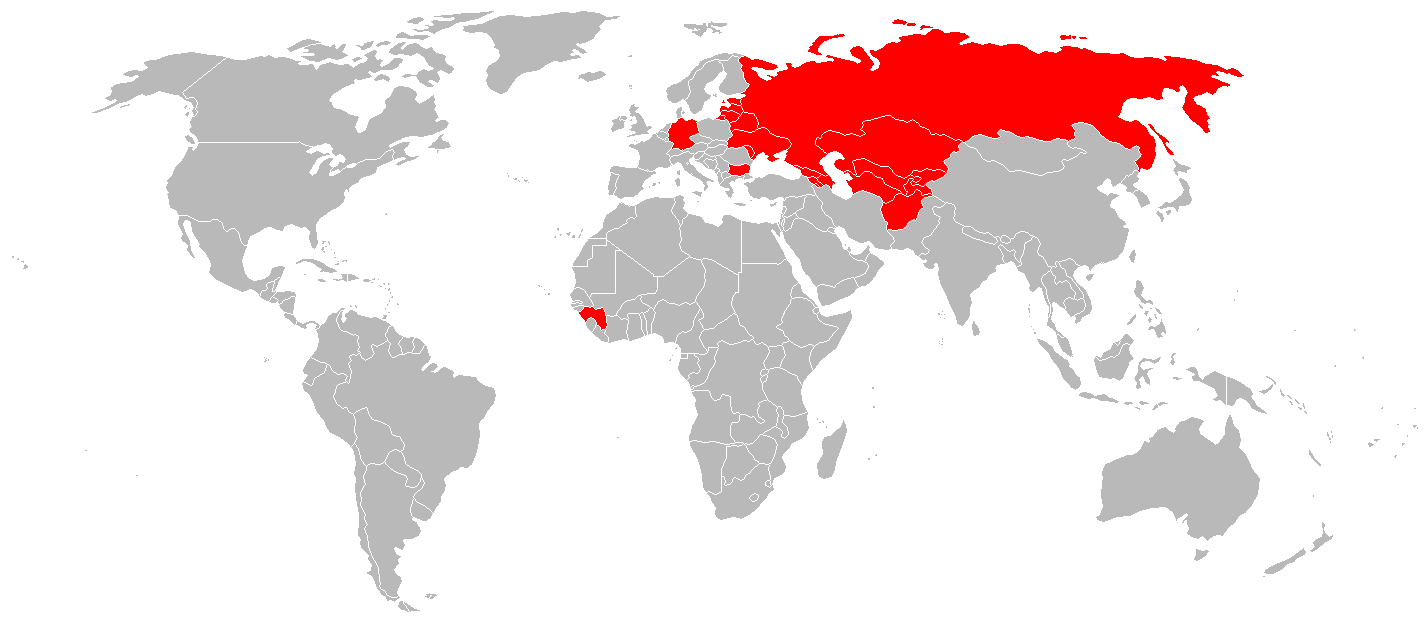
Principaux États utilisateurs de l'Antonov An-14

- Afghanistan
- Bulgarie
- Allemagne de l'Est
- Guinée
- Union soviétique
  - Armée de l'air soviétique
  - Aeroflot

## Sources
- (de) Cet article est partiellement ou en totalité issu de l’article de Wikipédia en allemand intitulé « Antonow An-14 » (voir la liste des auteurs).

- (ru) Cet article est partiellement ou en totalité issu de l’article de Wikipédia en russe intitulé « Ан-14 » (voir la liste des auteurs).
- « Fiche de l'Antonov An-14 », sur AeroWeb
- (ru) « Site officiel du constructeur »